# Хань Чанфу
Хань Чанфу́ (кит. трад. 韓長賦, упр. 韩长赋, пиньинь Hán Chángfù, род. 1954) — министр сельского хозяйства Китайской Народной Республики (2009—2020) и бывший губернатор провинции Гирин.
Член Центрального комитета Компартии Китая 17, 18 и 19-го созывов.

## Биография
Хань вступил в КПК в 1974 году. Имеет докторскую степень в области права. Ранее он занимал различные должности в китайском комсомоле. Хань занимал пост вице-секретаря партии и вице-губернатора провинции Цзилинь, прежде чем стать губернатором в январе 2007 года. Он проработал на этой должности, прежде чем стать министром сельского хозяйства, до декабря 2009 года.